# Діаграма профілю
Діаграма профілю працює на рівні метамоделі, щоб показати стереотипи як класи зі «stereotype», а профілі як пакети зі стереотипом «profile» . Відношення розширення (суцільна лінія із замкнутим, заповненим наконечником стрілки) вказує, який елемент метамоделі поширює даний стереотип.

## Історія
Діаграми профілю не існувало в UML 1. Вона була представлена у UML 2 для відображення використання профілів. До її впровадження для відображення цієї проблеми використовувалися інші діаграми. .